# Plasmobates carboneli
Plasmobates carboneli är en kvalsterart som beskrevs av Pérez-Íñigo och Sarasola 1998. Plasmobates carboneli ingår i släktet Plasmobates och familjen Plasmobatidae. Inga underarter finns listade i Catalogue of Life.